# Henry Cejudo
Henry Carlos Cejudo (Los Ángeles, California, Estados Unidos; 9 de febrero de 1987) es un freestyle wrestler y artista marcial mixto estadounidense que actualmente compite en la categoría de peso gallo de Ultimate Fighting Championship (UFC), donde ha sido Campeón Mundial de Peso Mosca y Peso Gallo de UFC. Es el cuarto peleador de UFC en ostentar títulos en dos categorías de peso diferentes simultáneamente, y el segundo en defender títulos en dos categorías de peso diferentes. Es la única persona ganar una medalla de oro olímpica y un título de UFC. Es considerado uno de los mejores atletas de combate de todos los tiempos por sus logros tanto en MMA como en freestyle wrestling. Actualmente está en la posición #10 del ranking de peso gallo de UFC.
El 9 de mayo de 2020, Cejudo defendió exitosamente su título de peso gallo de UFC por TKO sobre Dominick Cruz en el segundo asalto. Anunció su retiro del deporte inmediatamente después de la pelea. En abril de 2022, Cejudo anunció que volvería a pelear y había re-ingresado a los testeos de la USADA para poder competir.

## Primeros años
Nacido de inmigrantes mexicanos en Los Ángeles, California, Cejudo es el segundo más joven de los siete hermanos de la familia.  Como resultado del abuso de drogas y alcohol de su violento padre, la familia de Cejudo se mudaba constantemente por el área de Los Ángeles. 
Cuando Cejudo tenía cuatro años, su madre huyó a Nuevo México con sus hijos antes de que su padre, quien fue encarcelado después de amenazar con matar a toda su familia y posteriormente de tener un altercado en la calle, fuera liberado. Su padre fue deportado cuando Cejudo tenía seis años y murió cuando Cejudo tenía unos 20 años. 
 Después de un par de años en Nuevo México, la familia se mudó a Phoenix, Arizona. En Phoenix, la familia vivía en Maryvale en la pobreza a pesar de que su madre tenía varios trabajos para llegar a fin de mes.
Cejudo nunca durmió solo en su propia cama hasta que USA Wrestling le proporcionó una mientras participaba en un programa de residencia en el Centro de Entrenamiento Olímpico de EE. UU. en Colorado.  También comenzó a competir como boxeador aficionado y ganó el torneo estatal anual de boxeo Copper Gloves en 2010 en Phoenix, Arizona. 
Cejudo se matriculó en la Universidad del Gran Cañón en 2010  y se graduó en 2015 con una licenciatura en Teología. 

## Carrera como luchador
Cejudo obtuvo cuatro campeonatos estatales durante la secundaria, ganando dos medallas de oro en Colorado y dos en Arizona. Al concluir su última temporada de competencia en el colegio, Cejudo también obtuvo el premio de Luchador de Secundaria del Año (2006) administrado por la empresa de zapatillas de lucha, ASICS.
Cejudo participó en dos campeonatos mundiales júnior, quedando en quinto lugar en 2005 y segundo lugar en 2006. Ese mismo año s convirtió en el primer estudiante de secundaria de Estados Unidos en ganar el campeonato Nacional de Lucha desde 1983.  A pesar de muchas ofertas de becas completas por universidades, después de graduarse del colegio Cejudo decidió no seguir a la competencia universitaria (NCAA), efectivamente dejando de competir en lucha folclórica norteamericana, el estilo practicado por las universidades norteamericanas. En lugar de competir en lucha universitaria, prefirió aceptar una oferta del Equipo Nacional de Lucha de Estados Unidos y ser entrenado por ellos en Colorado Springs, Colorado.

### Juegos Olímpicos de Pekín 2008
Cejudo se calificó para los Juegos Olímpicos, en la clase de 55 kg (121 libras). Inició el torneo en la ronda 16. En el primer enfrentamiento, compitió contra un luchador búlgaro, pero Cejudo perdió en el primer periodo 2-1,pero ganó el resto de los combates restantes.
En los cuarto de final, Cejudo se enfrentó al luchador georgiano Besarion Gochashvilli, y volvió a perder el primer periodo, pero accedió a la repesca otra vez, lo que permitió que avanzase a la eliminatoria siguiente.
En las semifinales, Cejudo volvió a ganar los dos últimos periodos, derrotando a luchador de Azerbaiyán Namig Sevdimov y pasó a la final.
En el último combate, Cejudo se enfrentó con el luchador japonés Tomohiro Matsunaga, y, por primera vez en el torneo, logró ganar la primera ronda. Al vencer en el segundo periodo se concretó su victoria, ganando la medalla de oro para los Estados Unidos.
"Fue como si esa medalla resumiera todo lo que he pasado," expresó Cejudo, de 21 años. "Sé que la frase se ha dicho muchas veces, pero estoy viviendo mi sueño americano en este momento, ¿por qué no un sueño mexicano?. La mitad de la medalla es para México porque es el país de origen de mi familia."

## Carrera de artes marciales mixtas

### Carrera temprana
El 30 de enero de 2013, Cejudo anunció en su cuenta de Twitter que pleanaba comenzar a entrenar a para hacer su debut en MMA. A pesar de competir en 121 libras en su carrera de lucha, Cejudo peleó en 135 libras en su debut en MMA. Derrotó a Michael Poe por TKO, el 2 de marzo de marzo de 2013, en World Fighting Federation.
Luego de un año, Cejudo acumuló un récord de 6–0 con cuatro victorias por TKO, y dos por decisión. Antes de firmar con UFC, Cejudo estaba listado como el prospecto de peso gallo #1 en MMA Prospects Report 2013.

### Ultimate Fighting Championship
El 25 de julio de 2014, Cejudo firmó con UFC. Él es el tercer luchador medallista de oro olímpico en la historia de la compañía, luego de Mark Schultz y Kevin Jackson. Cejudo estaba programado para enfrentar a Scott Jorgensen el 30 de agosto de 2014, en UFC 177. Sin embargo, por problemas médicos el día del pesaje, Cejudo fue forzado a retirarse y la pelea fue cancelada. A la luz de esto, y con su historia de no dar el peso, el presidente de UFC Dana White dijo que Cejudo tenía que subir a peso gallo o dejar.
En su debut en la promoción, Cejudo enfrentó a Dustin Kimura en una pelea de peso gallo el 13 de diciembre de 2014, en UFC on Fox 13. Cejudo ganó la pelea por decisión unánime.
Cejudo enfrentó a Chris Cariaso en una pelea de peso mosca el 14 de marzo de 2015, en UFC 185. Ganó la pelea por decisión unánime.
Cejudo enfrentó a Chico Camus el 13 de junio de 2015, en UFC 188. Ganó la pelea por decisión unánime.
Cejudo estaba pensado para enfrentar al ex-retador titular Joseph Benavidez el 5 de septiembre de 2015, en UFC 191. Sin embargo, la pelea no fue llevada a cabo en el evento. Sucesivamente, Cejudo enfrentó a Jussier Formiga el 21 de noviembre de 2015, en The Ultimate Fighter Latin America 2 Finale. Ganó la pelea por decisión dividida.
El 16 de septiembre de 2015, Cejudo anunció que se rehusaría a pelea en Nevada luego de que la Comisión Atlética del Estado de Nevada suspendió y multó a Nick Diaz luego de test de drogas fallido en UFC 182. Cejudo citó el proceso de la NSAC determinando la culpa de Diaz como la razón del boicót. A pesar de la falta de cambio en el procedimiento de la NSAC, Cejudo terminó su boicto para enfrentar al Campeón de Peso Mosca de UFC Demetrious Johnson el 23 de abril de 2016, en UFC 197 por el título de peso mosca. Perdió la pelea por TKO en el primer asalto, luego de tirado con una serie de golpes.
En mayo de 2016, UFC anunció que Cejudo sería uno de los coaches, contra Joseph Benavidez en The Ultimate Fighter 24. El par se enfentó el 3 de diciembre de 2016, en The Ultimate Fighter 24 Finale. Cejudo perdió la pelea por decisión dividida.
Cejudo estaba programado para enfrentar a Sergio Pettis el 13 de mayo de 2017, en UFC 211. Sin embargo, el 10 de mayo, Cejudo se retiró de la pelea por una lesión en la mano y la pelea fue cancelada.
Cejudo enfrentó a Wilson Reis el 9 de septiembre de 2017, en UFC 215. Ganó la pelea por TKO en el segundo asalto. Esta victoria lo haría merecedor de su primer premio Actuación de la Noche.
La pelea contra Pettis fue llevada a cabo el 2 de diciembre de 2017, en UFC 218. Cejudo ganó la pelea por decisión unánime.

#### Doble Campeón
Dos años después de pelear por el título de peso mosca, Cejudo enfrentó a Demetrious Johnson en una revancha por el Campeonato de Peso Mosca de UFC en la coestelar de UFC 227, el 4 de agosto de 2018. Cejudo ganó la pelea por decisión dividida para convertirse en el segundo campeón de peso mosca de UFC y el primer medallista de oro olímpico en ganar un título de UFC. La pelea lo hizo ganador del premio de Pelea de la Noche. 13 de 25 medios especializados puntuaron la pelea en favor de Cejudo, mientras que 12 la puntuaron para Johnson.
En noviembre de 2018, Cejudo reveló que había firmado un contrato de seis peleas con la promoción.
En la primera defensa de su Campeonato de Peso Mosca de UFC, Cejudo estaba inicialmente programado para enfrentar al Campeón Mundial de Peso Gallo de UFC T.J. Dillashaw el 26 de enero de 2019, en UFC 233. Sin embargo, luego de que el evento fuera cancelado, la pelea fue trasladada una semana antes para encabezar UFC Fight Night 143 el 19 de enero de 2019. Fue la primera pelea titular con el nuevo cinturón legacy de UFC. Cejudo ganó la pelea por TKO en el primer asalto para retener su título. Esta victoria lo hizo merecedor de su segundo premio de Actuación de la Noche. El 9 de abril de 2019, USADA anunció que Dillashaw había dado positivo por EPO y fue suspendido por dos años.
Cejudo enfrentó a Marlon Moraes el 8 de junio de 2019, en UFC 238 por el Campeonato Vacante de Peso Gallo de UFC. Ganó la pelea y el título por TKO en el tercer asalto. Esta victoria convirtió a Cejudo en el cuarto peleador en ostentar campeonatos simultáneamente en dos divisiones de peso de UFC, y lo hizo merecedor del premio de Actuación de la Noche. Cejudo no compitió hasta 2020 debido a una lesión de hombro. Se reveló que Cejudo sufrió un esguince de tobillo días antes de la pelea, requiriendo terapia para competir.
En diciembre de 2019, Cejudo dejó vacante el título de peso mosca de UFC para enfocarse en la división de peso gallo.

#### Campeonato de Peso Gallo UFC
Cejudo estaba programado para enfrentar a José Aldo el 9 de mayo de 2020, en UFC 250. Sin embargo, Aldo se retiró de la pelea el 8 de abril por problemas de visa. Cejudo enfrentó como reemplazo a Dominick Cruz el 9 de mayo de 2020, en UFC 249. Ganó la pelea por TKO en el primer asalto.
Inmediatamente después de la pelea con Cruz el 9 de mayo de 2020, Cejudo anunció su retiro del deporte. El 24 de mayo, UFC oficialmente dejó vacante el título de peso gallo y removió a Cejudo de los rankings, basado en el anuncio de su retiro.

#### Regreso del retiro
Cejudo enfrentó a Aljamain Sterling por el Campeonato Mundial de Peso Gallo de UFC el 6 de mayo de 2023, en UFC 288. Perdió la pelea por decisión dividida. 21 de 23 medios especializados de MMA puntuaron pelea para Sterling, mientras que 2 la puntuaron para Cejudo.
Cejudo estaba programado para enfrentar a Marlon Vera el 19 de agosto de 2023, en UFC 292. Sin embargo, el 29 de junio de 2023, Cejudo se retiró de la pelea por una lesión en el hombro y fue reemplazado por Pedro Munhoz.
Cejudo enfrentó a Merab Dvalishvili el 17 de febrero de 2024, en UFC 298. Perdió la pelea por decisión unánime.
Cejudo está programado para enfrentar a Song Yadong en el evento estelar del 22 de febrero de 2025, en UFC Fight Night 252.

## Vida personal
Cejudo y su esposa Karolina tienen una hija, America (nacida en 2021).

## Otros emprendimientos
Cejudo hizo una aparición en el episodio del 27 de mayo de 2020 de AEW Dynamite junto a sus compañeros luchadores de MMA Rashad Evans y Vitor Belfort para apoyar a Mike Tyson en la confrontación de miembros del Inner Circle de Chris Jericho. Dos meses después, Cejudo confirmó que estaba en conversaciones con AEW sobre la posibilidad de firmar un contrato, afirmando que también estaba considerando competir en la lucha libre amateur. 
Cejudo, junto con su manager Ali Abdelaziz , sus compañeros luchadores Justin Gaethje y Colby Covington, y el presidente de UFC, Dana White, aparecieron en un mitin para el presidente Donald Trump en septiembre de 2020. 

## Campeonatos y logros

### Artes marciales mixtas
- Ultimate Fighting Championship
  - Campeonato Mundial de Peso Gallo de UFC (Una vez)
    - Una defensa titular exitosa

  - Campeonato Mundial de Peso Mosca de UFC (Una vez)
    - Una defensa titular exitosa

  - Séptimo campeón en múltiples divisiones en la historia de UFC
  - Cuarto campeón en múltiples divisiones simultáneo
  - Pelea de la Noche (Una vez) vs. Demetrious Johnson
  - Actuación de la Noche (Tres veces) vs. Wilson Reis, T.J. Dillashaw, y Marlon Moraes
- MMAjunkie
  - Sorpresa del Año 2018 vs. Demetrious Johnson[88]
  - Pelea del Mes de junio de 2019 vs. Marlon Moraes[89]
- MMA Fighting
  - Sorpresa del Año 2018 vs. Demetrious Johnson[90]
- MMA Weekly
  - Sorpresa del Año 2018 vs. Demetrious Johnson[91]
- MMADNA.nl
  - Sorpresa del Año 2018[92]

### Freestyle wrestling
2011
- Desafió Henri Deglane
- Sunkist Kids International Open

2008
- Olimpiadas de Verano (55 kg)
- Campeonatos Panamericanos (55 kg)
- Trials US Olympic Team (55 kg)
- Campeonato Nacional U.S Senior (55 kg)
- Ganador del Premio John Smith[93]

2007
- Juegos Panamericanos
- Campeonatos Panamericanos
- Trials US World Team (55 kg)
- Campeonato Nacional U.S Senior (55 kg)

2006
- Campeonatos Panamericanos
- Trials US World Team (55 kg)
- Campeonato Nacional U.S Senior (55 kg)

## Récord en artes marciales mixtas
| Récord profesional | Récord profesional | Récord profesional |
| 20 peleas          | 16 victorias       | 5 derrotas         |
| ------------------ | ------------------ | ------------------ |
| Nocaut             | 8                  | 1                  |
| Decisión           | 8                  | 4                  |

| Resultado | Récord | Oponente           | Método                    | Evento                                               | Fecha                   | Ronda | Tiempo | Localización            | Notas |
| --------- | ------ | ------------------ | ------------------------- | ---------------------------------------------------- | ----------------------- | ----- | ------ | ----------------------- | --- |
| Derrota   | 16–5   | Song Yadong        | Decisión (técnica)        | UFC Fight Night: Cejudo vs. Song                     | 22 de febrero de 2025   | 3     | 5:00   | Seattle, Washington     | |
| Derrota   | 16–4   | Merab Dvalishvili  | Decisión (unánime)        | UFC 298                                              | 17 de febrero de 2024   | 3     | 5:00   | Anaheim, California     | |
| Derrota   | 16–3   | Aljamain Sterling  | Decisión (dividida)       | UFC 288                                              | 6 de mayo de 2023       | 5     | 5:00   | Newark, Nueva Jersey    | Por el Campeonato de Peso Gallo de UFC.                                                                                     |
| Victoria  | 16–2   | Dominick Cruz      | TKO (rodillazo y golpes)  | UFC 249                                              | 9 de mayo de 2020       | 2     | 4:58   | Jacksonville, Florida   | Defendió el Campeonato de Peso Gallo de UFC. Cejudo dejó vacante el título el 24 de mayo de 2020 luego de su retiro.        |
| Victoria  | 15–2   | Marlon Moraes      | TKO (golpes)              | UFC 238                                              | 8 de junio de 2019      | 3     | 4:51   | Chicago, Illinois       | Ganó el Campeonato vacante de Peso Gallo de UFC; Actuación de la Noche.                                                     |
| Victoria  | 14–2   | T.J. Dillashaw     | TKO (golpes)              | UFC Fight Night: Cejudo vs. Dillashaw                | 19 de enero de 2019     | 1     | 0:32   | Brooklyn, Nueva York    | Defendió el Campeonato de Peso Mosca de UFC; Actuación de la Noche. Cejudo dejó vacante el título el 29 de febrero de 2020. |
| Victoria  | 13–2   | Demetrious Johnson | Decisión (dividida)       | UFC 227                                              | 4 de agosto de 2018     | 5     | 5:00   | Los Ángeles, California | Ganó el Campeonato de Peso Mosca de UFC; Pelea de la Noche.                                                                 |
| Victoria  | 12–2   | Sergio Pettis      | Decisión (unánime)        | UFC 218                                              | 2 de diciembre de 2017  | 3     | 5:00   | Detroit, Míchigan       | |
| Victoria  | 11–2   | Wilson Reis        | TKO (golpes)              | UFC 215                                              | 9 de septiembre de 2017 | 2     | 0:26   | Edmonton, Alberta       | Actuación de la Noche. |
| Derrota   | 10–2   | Joseph Benavidez   | Decisión (dividida)       | The Ultimate Fighter: Tournament of Champions Finale | 3 de diciembre de 2016  | 3     | 5:00   | Las Vegas, Nevada       | |
| Derrota   | 10–1   | Demetrious Johnson | TKO (rodillazos y golpes) | UFC 197                                              | 23 de abril de 2016     | 1     | 2:49   | Las Vegas, Nevada       | Por el Campeonato de Peso Mosca de UFC.                                                                                     |
| Victoria  | 10–0   | Jussier Formiga    | Decisión (dividida)       | UFC Fight Night: Magny vs. Gastelum                  | 21 de noviembre de 2015 | 3     | 5:00   | Monterrey               | |
| Victoria  | 9–0    | Chico Camus        | Decisión (unánime)        | UFC 188                                              | 13 de junio de 2015     | 3     | 5:00   | Ciudad de México        | |
| Victoria  | 8–0    | Chris Cariaso      | Decisión (unánime)        | UFC 185                                              | 14 de marzo de 2015     | 3     | 5:00   | Dallas, Texas           | Debut en peso mosca. |
| Victoria  | 7–0    | Dustin Kimura      | Decisión (unánime)        | UFC on Fox: dos Santos vs. Miocic                    | 13 de diciembre de 2014 | 3     | 5:00   | Phoenix, Arizona        | Retorno al peso gallo. |
| Victoria  | 6–0    | Elías García       | Decisión (unánime)        | Legacy FC 27                                         | 31 de enero de 2014     | 3     | 5:00   | Houston, Texas          | |
| Victoria  | 5–0    | Ryan Hollis        | Decisión (unánime)        | Legacy FC 24                                         | 11 de octubre de 2013   | 3     | 5:00   | Dallas, Texas           | |
| Victoria  | 4–0    | Miguelito Martí    | TKO (golpes)              | Gladiator Challenge: American Dream                  | 18 de mayo de 2013      | 1     | 1:43   | Lincoln, California     | |
| Victoria  | 3–0    | Anthony Sessions   | TKO (golpes)              | WFF 10: Cejudo vs. Sessions                          | 19 de abril de 2013     | 1     | 4:23   | Chandler, Arizona       | Ganó el Campeonato de Peso Gallo de WFF.                                                                                    |
| Victoria  | 2–0    | Sean Henry Barnett | TKO (golpes)              | Gladiator Challenge: Battleground                    | 24 de marzo de 2013     | 1     | 4:55   | San Jacinto, California | |
| Victoria  | 1–0    | Michael Poe        | TKO (sumisión a golpes)   | WFF MMA: Pascua Yaqui Fights 4                       | 2 de marzo de 2013      | 1     | 1:25   | Tucson, Arizona         | |

## Peleas en Pay-per-view
| N.º | Evento  | Pelea               | Fecha              | Sede              | Ciudad                             | Compras de PPV                             |
| --- | ------- | ------------------- | ------------------ | ----------------- | ---------------------------------- | ------------------------------------------ |
| 1.  | UFC 238 | Cejudo vs. Moraes   | 9 de junio de 2019 | United Center     | Chicago, Illinois, Estados Unidos  | No divulgado.                              |
| 2.  | UFC 288 | Sterling vs. Cejudo | 6 de mayo de 2023  | Prudential Center | Newark, New Jersey, Estados Unidos | 200.000-250.000 (según Aljamain Sterling). |